# Педро Лами
Педро Лами (порт. Pedro Lamy), рођен 20. марта 1972. године је бивши португалски возач Формуле 1. Остао је упамћен по томе што је постао први Португалац који је освојио барем један поен у Формули 1. Међутим, тај поен који је освојио 1995. године, остао је и једини у његовој каријери. Учествовао је на 32 трке укупно.